# 徐熙 (五代十国)

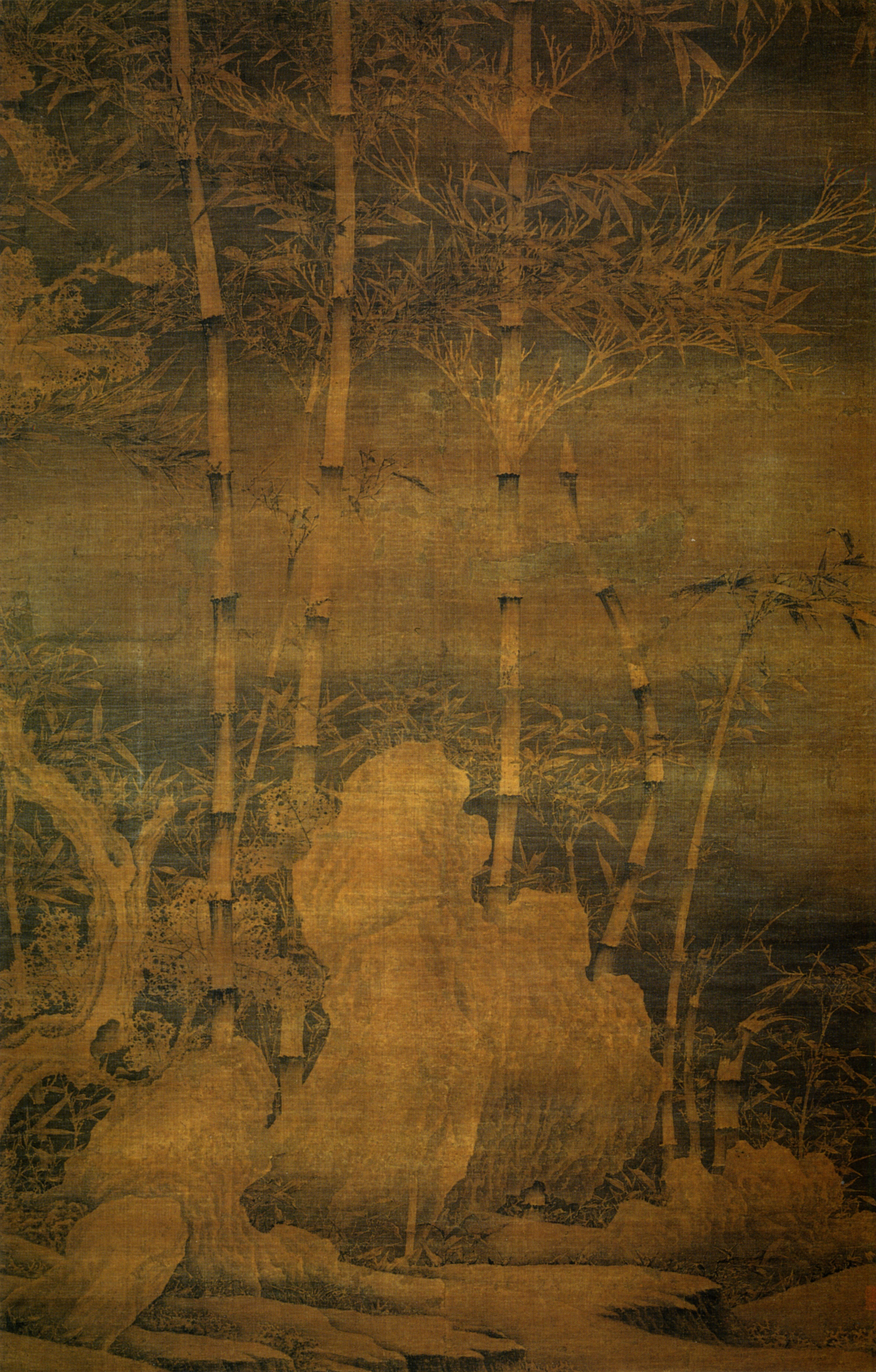
「雪竹図」　上海博物館所蔵。

徐熙（じょ き、? - 975年）とは、五代十国時代の南唐の画家。前蜀・後蜀の黄筌とともに花鳥画の二大流派の徐氏体を創始した。

## 来歴
鍾陵（現在の江西省南昌市進賢県）、一説には金陵（現在の江蘇省南京市）の人ともいう。江寧の名族で代々南唐に仕える。高雅で穏やかな性格で、生涯官職には就かず平民として生きた。田園と自然の野趣を持っており写生を善くし、花鳥魚果の名人といわれていた。南唐の君主であった李煜が徐熙の名画を多く蓄え、後に宋に降伏したさいにその秘蔵の画をすべて贈呈した。宋の太宗は徐熙の画について「花果の妙、吾れ独り熙あるを知るのみ」といって賛美した。
徐熙の画風は水墨を主体として淡彩を加え、粗放な筆致のうちに写意的表現を特色とした。この手法は徐氏体と称されて黄筌の黄氏体とともに""花鳥画""の二大源流を成した。北宋の『図画見聞誌』には黄筌の画法の富貴にたいし、「野逸」と評される。この「野逸」の一格を創出したことから、徐熙画派と呼ばれた。徐熙画派は「徐家野逸」とも呼ばれ、中国絵画流派のひとつで、「黄家富貴」の院体画風を突破したことで出現した。花鳥画の題材と内容、表現方法の多様化に貢献し、後世に極めて大きな影響を与えた。この画派の画法は黄筌とは異なっており、美術史において「徐熙異体」と称されている。
多くの作品は太い筆と濃墨で制作し、色彩を少し施し筆跡は隠さず「落墨花」と呼ばれる。彼の「落墨」ほ、即ち「用墨用筆」であり、花卉の全体部分を勾勒しながら同時に染める。最後色彩を施し、枝、葉、ずい、がくの生態に立体感を与える。徐熙自身は「落墨の際、賦色と暈淡は細かい」と言っている。孫の徐崇嗣・徐崇矩によって大成され、崇嗣は墨線を用いない没骨画を創始した人物とされた。後の張仲、王若水、明代の沈周、陳道復(陳淳)、文徴明、徐渭らにより発展させられ、水墨写意花鳥画を定着された。徐熙は即ち「筆墨の遊び」という画法を駆使して当時すでに成熟されていた山水画の水墨の技法を花鳥画に融合させた。
日本では村田珠光が徐熙の描いた鷺の絵を足利義政より賜って所持しており、さらにそれが奈良の商家松屋（通称「塗師屋（ぬしや）源三郎」）の所蔵となったが、幕末に松屋から流出して後は行方不明となっている。